# Хардман, Кристин
Кристин Элизабет Хардман (урождённая Аткинс; англ. Christine Elizabeth Hardman; род. 27 августа 1951, Великобритания) — британская англиканская священнослужительница, бывший епископ Ньюкасла (2015–2021) и духовный лорд (2016–2021).

## Ранняя жизнь и образование
Хардман родилась 27 августа 1951 года под именем Кристин Элизабет Аткинс (англ. Christine Elizabeth Atkins) и обучалась получила образование в школе для девочек им. королевы Елизаветы в Лондоне. В возрасте 19 лет вышла за Роджера Хардмана и взяла его фамилию. После окончания школы она изучала экономику в Вулвичском политехническом институте (ныне Университет Гринвича) и окончила Лондонский университет со степенью бакалавра в 1973 году. Позднее, Аткинс изучала прикладное богословие в Вестминстерском колледже при Оксфордском университете, где получила степень магистра богословия в 1994 году.
В то же время, Аткинс училась на заочных курсах по церковному служению в Сент-Олбансе. Таким образом, она является первым епископом Церкви Англии, обученным служению на заочных курсах, а не в очной семинарии.

## Карьера
30 сентября 1984 года Хардман была посящена в диакониссы епископом Джоном Тейлором в Сент-Олбанском соборе и служила в церкви Св. Иоанна Крестителя в Сент-Олбанском диоцезе с 1984 по 1987 год.  9 мая 1987 года Хардман была рукоположена диаконом тем же епископом. С 1988 по 1991 год она работала в программе подготовки священнослужителей в Сент-Олбансе, а в 1991–1996 годах руководила заочными курсами церковного служения в Сент-Олбансе и Оксфорде, на которых сама же ранее и обучалась. В 1994 году Хардман стала одной из первых женщин-диаконов в Церкви Англии, рукоположенных в сан священниц. Вернулась в церковь св. Иоанна Крестителя, где проработала до 1996 года. 
С 1996 по 2001 год Хардман работала викарием при церкви Св. Троицы в Стивенидже. В 2001 году она получила звание архидиакона Льюисхэма (впоследствие переименованное во архидиакона Льюисхэма и Гринвича) и проработала на этой должности до своей отставки с этой должности 30 ноября 2012 года. После отставки Хардман была назначена помощником священника в Саутваркском соборе.

### Епископ Ньюкасла
2 сентября 2015 года было объявлено, что Хардман станет двенадцатым епископом Ньюкасла — второй женщиной-епископом в истории Церкви Англии, избранной на пост руководителя диоцезом, и первой в Ньюкаслской епархии. 22 сентября она была утверждена в должность канониками в Йоркском соборе и 30 ноября была рукоположена в епископы архиепископом Йоркским. Торжественная церемония интронизации Хардман в должность состоялась 12 декабря. Будучи епископом, Хардман была председателем Пасторальной консультативной группы (англ. Pastoral Advisory Group, PAG); целью этой группы было помогать диоцезам решать вопросы, связанные с правами англиканского ЛГБТ-сообщества и «оценить … и пересмотреть рекомендации, данные [членам духовенства] насчёт служения для ЛГБТ-прихожан». Помимо этого, Хардман призывала принять меры поддержки для чеченских беженцев, принадлежащим к ЛГБТ-сообществу и, как пишет издание Christian News, «сыграла ключевую роль» в решении Церкви Англии признавать однополые браков, где один из партнеров совершил трансгендерный переход после свадьбы.
После ухода на пенсию 30 сентября 2015 года Джонатана Гледхилла, еписокпа Личфилда, в Палате лордов стало вакантно место духовного лорда, которое было предложено было предложено Хардман как новоизбранному епископу Ньюкасла. Будучи формально избранной 18 ноября, Хардман была представлена Палате лордов 26 января 2016 года и произнесла свою инагурационную речь 25 мая.
14 августа 2021 года Хардман объявила, что покидает позицию епископ Ньюкасла и духовного лорда и уходит на пенсию. Она официально покинула обе позиции 30 ноября 2021 года, и должность епископа отошла Хелен-Энн Хартли.